# Sanchahe Linchang (bondby i Kina, Heilongjiang Sheng, lat 43,49, long 131,15)
Sanchahe Linchang är en bondby i Kina. Den ligger i provinsen Heilongjiang, i den nordöstra delen av landet, omkring 440 kilometer sydost om provinshuvudstaden Harbin. Antalet invånare är 645. Befolkningen består av 305 kvinnor och 340 män. Barn under 15 år utgör 6,0 %, vuxna 15-64 år 77 %, och äldre över 65 år 15,0 %.
Runt Sanchahe Linchang är det ganska glesbefolkat, med 29 invånare per kvadratkilometer. Det finns inga andra samhällen i närheten. I omgivningarna runt Sanchahe Linchang växer i huvudsak blandskog.
Genomsnittlig årsnederbörd är 967 millimeter. Den regnigaste månaden är juli, med i genomsnitt 189 mm nederbörd, och den torraste är januari, med 6 mm nederbörd.